# Кишињевска епархија
Кишињевска епархија (рус. Кишинёвская епархия) или Кишињевско-молдавска митрополија (рус. Кишинёвско-Молда́вская митропо́лия) је епархија Православне цркве Молдавије под јурисдикцијом Руске православне цркве.
Надлежни архијереј је митрополит Владимир (Кантарјан), а сједиште епархије се налази у Кишињеву.

## Историја
Маја 1945. године у Букурешту и 1946. у Москви, патријарх румунски Никодим и патријарх московски и све Русије Алексије Први потврдили су канонску основаност васпостављања јурисдикције Руске православне цркве над Кишињевском епархијом. Након стицања независности Молдавије (1991), појавило се питање о њеном могућем присаједињавању Румунији и питање о присаједињавању молдавске православне цркве ка Румунској православној цркви. Дана 8. септембра 1992, скуп свештенства Кишињевске епархије је одлучио да остане у саставу Руске православне цркве.
Дана 5. октобра 1992, Кишињевској епархији је била дарована аутономија, а епархија је била преобразована у Православну цркву Молдавије (Кишињевску митрополију). Након обнове црквеног живота, из Кишињевске епархије су издвојене нове епархије: Кагуљска (7. јула 1998), Једињецка и Тираспољска (6. октобра 1998) и Бељцка и Унгенска (6. октобра 2006).
Данас, Кишињевска епархија обједињава парохије и манастире на територији централних рејона Молдавије. Сједиште епархије се налази у главном граду Кишињеву, а епархија је подијељена на 31 намјесништво.